# ميخائيل تورك
ميخائيل تورك (بالألمانية: Michael Thurk)‏ (28 مايو 1976 بفرانكفورت في ألمانيا - ) هو لاعب كرة قدم ألماني في مركز الهجوم. شارك مع منتخب ألمانيا تحت 16 سنة لكرة القدم. أما مع النوادي، فقد لعب مع آينتراخت فرانكفورت وإنيرجي كوتبوس وماينتس 05 ونادي آوغسبورغ ونادي هايدنهايم ونادي يوجيشيم ‏ وSpvgg 05 Oberrad ‏.

## روابط خارجية
- ميخائيل تورك على موقع قاعدة بيانات كرة القدم.إي يو (الإنجليزية)
- ميخائيل تورك على موقع بيانات كرة القدم. دي إي (الألمانية)
- ميخائيل تورك على موقع Soccerway.com (الإنجليزية)
- ميخائيل تورك على موقع عالم كرة القدم.نت (الإنجليزية)